# Mitsubishi F-1
Pour les articles homonymes, voir F1.
 (juin 2012).
Si vous disposez d'ouvrages ou d'articles de référence ou si vous connaissez des sites web de qualité traitant du thème abordé ici, merci de compléter l'article en donnant les références utiles à sa vérifiabilité et en les liant à la section « Notes et références ».
Le Mitsubishi F-1 est le premier avion de combat développé et fabriqué par le Japon après la Seconde Guerre mondiale. Dérivé de l'avion d'entraînement Mitsubishi T-2, il est principalement destiné à l'attaque anti-navires, avec pour mission secondaire l'attaque au sol et des capacités air-air limitées. Le F-1 a été construit à 77 exemplaires, mis en service à la fin des années 1970 et retiré en 2006, remplacé par le Mitsubishi F-2.

## Conception
Le développement du F-1 a été lancé en 1973. Il s'agissait de produire une version de combat monoplace de l'avion d'entraînement Mitsubishi T-2, destinée principalement à l'attaque anti-navires à l'aide du missile antinavire ASM-1 de fabrication japonaise. Pour cela, le second poste de pilotage fut supprimé et l'avionique nécessaire fut installée : radar dans le nez, centrale de navigation inertielle, détecteur d'alerte radar, etc.
Deux prototypes du T-2 furent modifiés pour obtenir les prototypes du F-1, recevant alors la désignation FS-T2 Kai. Le premier d'entre eux fit son vol inaugural le 3 juin 1975, suivi deux ans plus tard par le premier F-1 de série. La commande initiale était de 160 exemplaires, qui fut réduite à 77 pour des raisons budgétaires. L'avion entra en service en avril 1978.
Le F-1 reçu un radar amélioré quelques années plus tard. Au milieu des années 1990, l'avion fut à nouveau modifié pour pouvoir tirer le nouveau missile ASM-2 (plus performant que le ASM-1), et pour prolonger la durée de vie de la cellule. Le remplacement des F-1 par des Mitsubishi F-2 a commencé au début des années 2000.

## Engagements
Aucun.

## Variantes
- FS-T2 Kai : prototypes (2 Mitsubishi T-2 modifiés)
- Mitsubishi F-1 : version de série (77 exemplaires)

## Utilisateur
- Force aérienne d'autodéfense japonaise.

### Développement lié
- Mitsubishi T-2

### Aéronefs comparables
- IAR-93
- SEPECAT Jaguar
- Soko J-22 Orao
- Xian JH-7

### Ordre de désignation
- F-1 - F-2